# Cyclopentadienyl-Nickel-Nitrosyl
Cyclopentadienyl-Nickel-Nitrosyl ist eine hochgiftige, dunkelrote und flüssige Nickelverbindung mit der Summenformel (C5H5)NiNO. Gewonnen werden kann die Verbindung durch die Behandlung von Nickelocen mit Salpetersäure. Entdeckt wurde es von einer Gruppe bei der International Nickel Company. Es gehört in die Gruppe der Halbsandwichkomplexe.